# Friedrich Lessing
Friedrich Robert Arthur Gustav Lessing (* 12. September 1857 in Köln; † 8. November 1929 in Kiel) war ein preußischer Generalmajor im Ersten Weltkrieg.

## Leben

### Herkunft
Friedrich Lessing stammte aus der Familie des Dichters Gotthold Ephraim Lessing. Er war der älteste Sohn des ehemaligen Gutsbesitzers Ludwig (Louis) Lessing (1817–1897) und dessen Frau Marie, geborene von Ammon (* 1833), Tochter des Friedrich Ferdinand von Ammon.

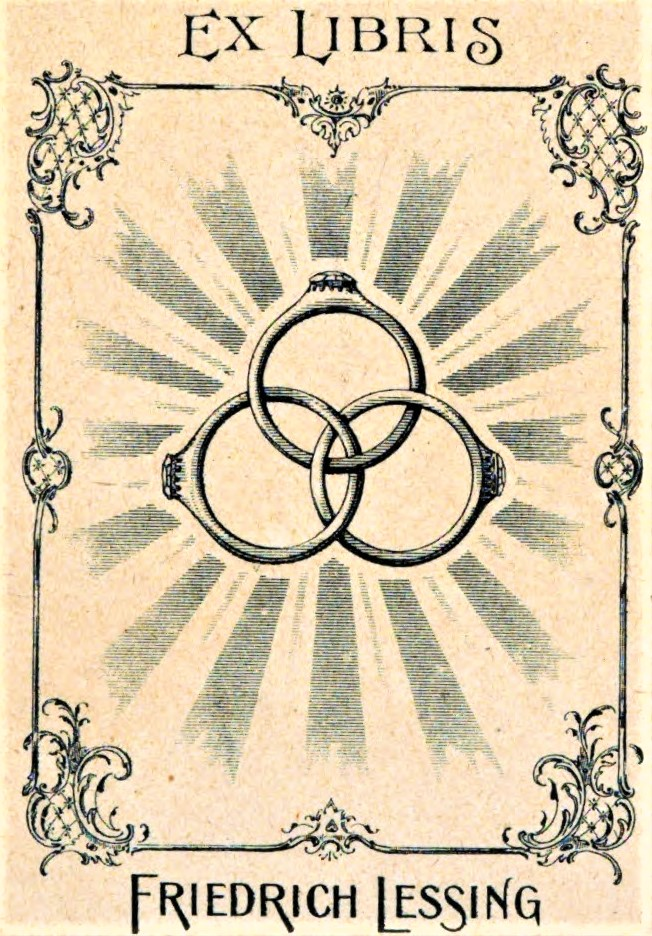
Exlibris Friedrich Lessing

### Militärkarriere
Lessing besuchte ab 1863 die Volks- und Bürgerschule in Königswinter, 1869/72 die Erziehungsanstalt von Dr. Rünkler und Dr. Burkhardt in Biebrich sowie Gymnasien in Bonn und Birkenfeld. Nachdem er die Militärvorbereitungsanstalt des Hauptmanns Reindorff in Groß-Lichterfelde absolviert hatte, trat Lessing am 22. April 1879 als Einjährig-Freiwilliger in das 1. Rheinische Infanterie-Regiment Nr. 25 der Preußischen Armee ein. Nach dem Besuch der Kriegsschule in Metz erhielt er am 14. Oktober 1880 seine Beförderung zum Sekondeleutnant. Zur weiteren Ausbildung folgten Kommandos zur Militär-Turnanstalt, zur Gewehrfabrik Erfurt sowie zum Pionier-Bataillon Nr. 14. Mitte August 1889 avancierte er zum Premierleutnant und war von April 1890 bis Januar 1891 zur Dienstleistung bei der Waffenkommission bei Steyr kommandiert. Am 16. Juni 1884 stieg Lessing zum Hauptmann und Kompaniechef in seinem Stammregiment auf. Unter Beförderung zum überzähligen Major wurde er am 15. September 1905 seinem Verband aggregiert und in gleicher Eigenschaft am 22. März 1907 in das Infanterie-Regiment „Herzog von Holstein“ (Holsteinisches) Nr. 85 nach Rendsburg versetzt. Kurz darauf erfolgte am 14. April 1907 seine Ernennung zum Kommandeur des I. Bataillons.
Zwecks Übertritt zur Marineinfanterie schied Lessing am 20. April 1910 aus der Armee aus und wurde als Kommandeur des I. Seebataillons in der Kaiserlichen Marine angestellt. In dieser Stellung avancierte er am 20. Juli 1912 zum Oberstleutnant und anlässlich des Ordensfestes wurde er im Januar 1914 mit dem Kronen-Orden III. Klasse ausgezeichnet. Ferner erhielt er die Erlaubnis zur Annahme des Komturkreuzes des Orden der Krone von Italien und des Sankt-Stanislaus-Ordens II. Klasse.
Nach Ausbruch des Ersten Weltkriegs wurde aus seinem Bataillon das Marine-Infanterie-Regiments 1 gebildet und Lessing am 19. August 1914 zum Oberst befördert. Er führte sein Regiment im neutralen Belgien über Antwerpen an die flandrische Küste und nahm in der Folge an den Stellungskämpfen in Flandern teil. Für sein Wirken erhielt er neben beiden Klassen des Eisernen Kreuzes die Hessische Tapferkeitsmedaille, das Mecklenburgische Militärverdienstkreuz II. Klasse sowie das Komturkreuz II. Klasse des Ordens vom Zähringer Löwens und des Albrechts-Ordens mit Schwertern. Mit der Abgabe des Kommandos am 7. September 1916 kehrte Lessing als Kommandeur der 26. Reserve-Infanterie-Brigade an der Westfront in die Preußische Armee zurück. Nachdem er am 16. April 1917 das Kommando über die 91. Reserve-Infanterie-Brigade übernommen hatte, rückte Lessing am 6. November 1917 zum Generalmajor auf und war ab Mitte März 1918 Kommandeur der 92. Reserve-Infanterie-Brigade in Lothringen.

### Familie
Am 3. März 1891 hatte Lessing sich mit Anna, Tochter des Superintendenten Karl Kreutz in Siegen und Enkelin des Montanunternehmers Adolf Kreutz verheiratet. Dadurch wurde Lessing Mitglied im Verwaltungsrat der Charlottenhütte und verschiedener Bergwerke und Hütten.

### Privatleben
Auf Anregung seines Onkels Carl Robert Lessing legte Lessing eine mehrere tausend Bände umfassende Bibliothek von Gesamt- und einzelnen Ausgaben der Werke Gotthold Ephraim Lessings und der ihn berührenden Literatur an. Sie wurde „zu einer der bedeutendsten Sammlungen dieser Art“. Daneben sammelte Lessing Jagdtrophäen, Waffen, Bilder und Jagdliteratur des 16. bis 18. Jahrhunderts.
Nach seinem Tod verkaufte seine Witwe die Lessing-Sammlung an ein Berliner Antiquariat. Der Anheuser-Busch-Erbe und Mäzen Curt H. Reisinger (1891–1964) machte es durch eine Spende möglich, dass 281 Bände von der Harvard University erworben wurden.